# Луњевача
Луњевача је планина у општини Дрвар, Босна и Херцеговина. Има надморску висину од 1707 метара.